# 1-辛烯-3-醇
1-辛烯-3-醇，也稱為蘑菇醇，是一種能吸引蚊子等叮咬昆蟲的化學物質，化學式為C8H16O。它包含在人類的呼吸和汗液中，據信驅蟲劑避蚊胺通過阻斷昆蟲的1-辛烯-3-醇氣味受體發揮作用。

## 自然發現
1-辛烯-3-醇由多種植物和真菌產生，包括食用菌和香蜂花等。1-辛烯-3-醇在亞油酸氧化分解過程中形成。

## 性質

1-辛烯-3-醇的兩種對映體

1-辛烯-3-醇是衍生自1-辛烯的二級醇。它以兩種對映體，(R)-(–)-1-辛烯-3-醇和(S)-(+)-1-辛烯-3-醇的形式存在。

## 合成
1-辛烯-3-酮的兩種可能的實驗室合成為：
- 丙烯醛和戊基碘的格氏反應
- 對1-辛烯-3-酮的選擇性還原

在生物化學中，1-辛烯-3醇是從亞油酸的脂質過氧化，由脂氧合酶催化，然後通過氫過氧化物裂解酶的幫助下產生。該反應發生在奶酪中，在生物技術中用於產生(R)-異構體。

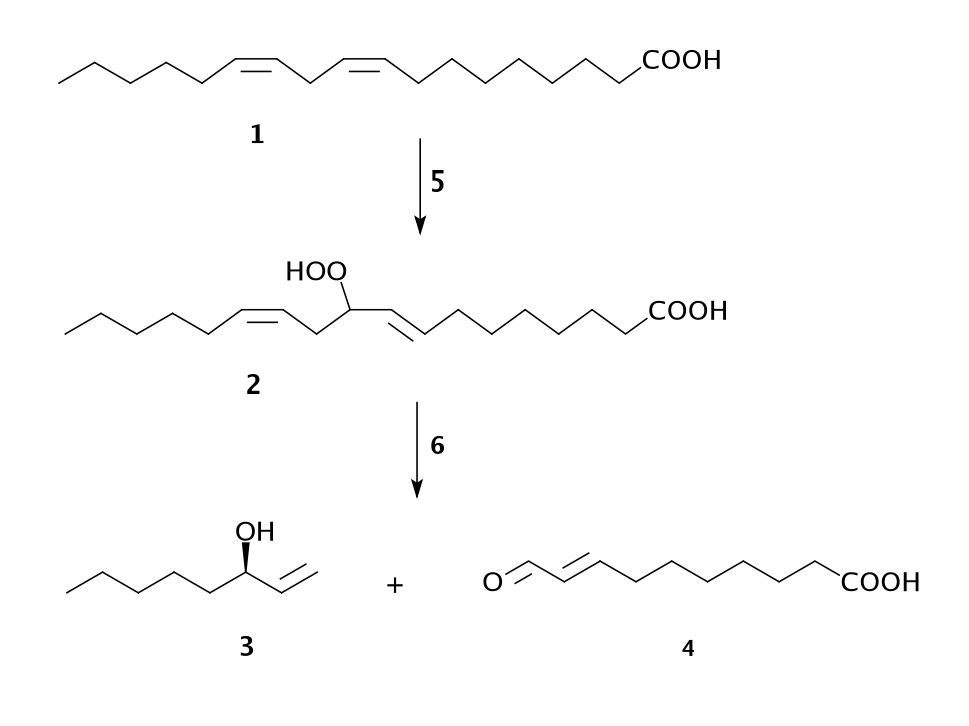
(R)-1-辛烯-3-醇的生物合成：（1）亞油酸（2）(8E,12Z)-10-氫過氧基十八烷酸（3）(R)-1-辛烯-3-醇（4）(8E)-10-氧代癸烯酸（5）脂氧合酶（6）氫過氧化物裂解酶

## 用途
1-辛烯-3-醇有時與二氧化碳結合使用來吸引昆蟲，以便用某些設備殺死它們。
使用「蘑菇醇」這個名稱是因為1-辛烯-3-醇是蘑菇的主要風味成分。

## 健康和安全
1-辛烯-3-醇已被美國食品和藥物管理局批准為食品添加劑。它具有中等毒性，LD50為340 mg/kg。
在一項動物研究中，已發現1-辛烯-3-醇會破壞多巴胺體內平衡，並且可能是一種與帕金森氏症有關的環境因素。